# Mouhcine Outalha
Mouhcine Outalha, né le 15 décembre 1998, est un athlète marocain, spécialiste des courses de fond.

## Biographie
Quinzième des championnats du monde de semi-marathon 2020, il remporte la médaille de bronze du 10 000 mètres lors des Championnats panarabes 2021.
En 2022, il remporte la médaille d'or du semi-marathon lors des Jeux méditerranéens 2022, à Oran, en 1 h 4 min 5 s.

## Palmarès
| Date | Compétition                            | Lieu      | Résultat | Épreuve       | Temps          |
| ---- | -------------------------------------- | --------- | -------- | ------------- | -------------- |
| 2020 | Championnats du monde de semi-marathon | Gdynia    | 15e      | Semi-marathon | 1 h 0 min 26 s |
| 2021 | Championnats panarabes                 | Radès     | 4e       | 5 000 m       | 13 min 50 s 43 |
| 2021 | Championnats panarabes                 | Radès     | 3e       | 10 000 m      | 29 min 48 s    |
| 2022 | Jeux méditerranéens                    | Oran      | 1er      | Semi-marathon | 1 h 4 min 5 s  |
| 2023 | Championnats panarabes                 | Marrakech | 2e       | Semi-marathon | 1 h 6 min 34 s |
| 2023 | Jeux panarabes                         | Oran      | 2e       | 10 000 m      | 29 min 17 s 40 |
| 2023 | Jeux de la Francophonie                | Kinshasa  | 2e       | Semi-marathon | 1 h 3 min 0 s  |
| 2023 | Jeux de la Francophonie                | Kinshasa  | 3e       | 10 000 m      | 28 min 55 s 48 |

## Records
| Épreuve       | Marque         | Lieu      | Date            |
| ------------- | -------------- | --------- | --------------- |
| 5 000 m       | 13 min 27 s 04 | Carquefou | 21 juin 2019    |
| 10 000 m      | 28 min 32 s 50 | Rabat     | 2 février 2022  |
| Semi-marathon | 1 h 0 min 26 s | Gdynia    | 17 octobre 2020 |
| Marathon      | 2 h 6 min 49 s | Doha      | 20 janvier 2023 |